# Sara Ahmed (haltérophilie)
Pour les articles homonymes, voir Sara Ahmed et Ahmed.
Sara Samir Elsayed Mohamed Ahmed est une haltérophile égyptienne née le 1er janvier 1998. Elle a remporté la médaille de bronze de l'épreuve des moins de 69 kg aux Jeux olympiques d'été de 2016 à Rio de Janeiro. 

## Biographie
Ahmed nait dans le village de was Al-Huaniya dans le  Gouvernorat d'Ismaïlia en Égypte. Elle se tourne vers ce sport en 2010. Elle reçoit le soutien de sa famille pour pratiquer ce sport, son père (mort en 2015) et ses frères aînés concourant également au niveau national. Après ses succès dans des tournois locaux et régionaux, elle devient membre de l'équipe nationale égyptienne.
Ahmed représente l'Égypte aux Jeux olympiques d'été de 2016 dans la compétition d'haltérophilie en moins de 69 kg femmes. Elle manque pour ce faire un examen scolaire. Afin de se préparer aux Jeux olympiques, elle participe à des camps d'entraînement en Ouzbékistan, aux Émirats arabes unis et au Brésil. À Rio, elle obtient une médaille de bronze, soulevant un poids combiné 255 kg. Elle devient ainsi la première femme arabe à gagner une médaille olympique en haltérophilie, et la première femme égyptienne à gagner une médaille olympique, bien que Abeer Abdelrahman reçoive rétroactivement une médaille d'argent lors de la compétition d'haltérophilie en moins de 75 kg femmes, les trois médaillées initiales ayant toutes été testées positives pour l'utilisation de substances interdites (dopage). Le score de Abeer Abdelrahman passe donc de la cinquième à la troisième position après les Jeux de Londres,,.
Elle est médaillée d'or au total dans la catégorie des moins de 76 kg aux Championnats d'Afrique 2023 à Tunis avec un total de 268 kg, la plaçant comme concurrente sérieuse à l'or olympique pour 2024. 
Elle est de nouveau médaillée d'or à l'arraché, à l'épaulé-jeté et au total dans la catégorie des moins de 81 kg aux championnats d'Afrique 2024 à Ismaïlia ainsi qu'aux Jeux africains de 2023 à Accra.
Elle est nommée porte-drapeau de la délégation égyptienne aux Jeux olympiques d'été de 2024 à Paris en compagnie du pentathlonien Ahmed El-Gendy.

## Palmarès

### Jeux olympiques
- Haltérophilie aux Jeux olympiques d'été de 2016 à Rio de Janeiro
  -  Médaille de bronze en moins de 69 kg.

### Jeux olympiques de la jeunesse
- Haltérophilie aux Jeux olympiques de la jeunesse d'été de 2014 à Nankin
  -  Médaille d'or en moins de 63 kg.

### Championnats du monde d'haltérophilie
- Championnats du monde d'haltérophilie 2024 à Manama
  -  Médaille d'argent au total en moins de 81 kg.
  -  Médaille d'argent à l'épaulé-jeté en moins de 81 kg.
- Championnats du monde d'haltérophilie 2023 à Riyad
  -  Médaille d'or au total en moins de 76 kg.
  -  Médaille d'or à l'arraché en moins de 76 kg.
  -  Médaille d'or à l'épaulé-jeté en moins de 76 kg.
- Championnats du monde d'haltérophilie 2022 à Bogota
  -  Médaille d'or au total en moins de 76 kg.
  -  Médaille d'or à l'arraché en moins de 76 kg.
  -  Médaille d'or à l'épaulé-jeté en moins de 76 kg.
- Championnats du monde d'haltérophilie 2018 à Achgabat
  -  Médaille d'argent au total en moins de 71 kg.
  -  Médaille d'argent à l'épaulé-jeté en moins de 71 kg.
  -  Médaille de bronze à l'arraché en moins de 71 kg.
- Championnats du monde d'haltérophilie 2017 à Anaheim
  -  Médaille d'or à l'épaulé-jeté en moins de 69 kg.
- Championnats du monde d'haltérophilie 2015 à Houston
  - 4e au total en moins de 69 kg.
- Championnats du monde d'haltérophilie 2014 à Almaty
  - 12e au total en moins de 63 kg.

### Championnats d'Afrique d'haltérophilie
- Championnats d'Afrique d'haltérophilie 2024 à Ismaïlia
  -  Médaille d'or au total en moins de 81 kg.
  -  Médaille d'or à l'arraché en moins de 81 kg.
  -  Médaille d'or à l'épaulé-jeté en moins de 81 kg.
- Championnats d'Afrique d'haltérophilie 2023 à Tunis
  -  Médaille d'or au total en moins de 81 kg.
  -  Médaille d'or à l'arraché en moins de 81 kg.
  -  Médaille d'or à l'épaulé-jeté en moins de 81 kg.
- Championnats d'Afrique d'haltérophilie 2022 au Caire
  -  Médaille d'or au total en moins de 81 kg.
  -  Médaille d'or à l'arraché en moins de 81 kg.
  -  Médaille d'or à l'épaulé-jeté en moins de 81 kg.
- Championnats d'Afrique d'haltérophilie 2019 au Caire
  -  Médaille d'or au total en moins de 76 kg.
  -  Médaille d'or à l'arraché en moins de 76 kg.
  -  Médaille d'or à l'épaulé-jeté en moins de 76 kg.
- Championnats d'Afrique d'haltérophilie 2015 à Brazzaville
  -  Médaille d'or au total en moins de 69 kg.
  -  Médaille d'or à l'arraché en moins de 69 kg.
  -  Médaille d'or à l'épaulé-jeté en moins de 69 kg.

### Jeux africains
- Jeux africains de 2023 à Accra
  -  Médaille d'or au total en moins de 81 kg.
  -  Médaille d'or à l'arraché en moins de 81 kg.
  -  Médaille d'or à l'épaulé-jeté en moins de 81 kg.

- Jeux africains de 2019 à Rabat
  -  Médaille d'or au total en moins de 76 kg.
  -  Médaille d'or à l'arraché en moins de 76 kg.
  -  Médaille d'or à l'épaulé-jeté en moins de 76 kg.

- Jeux africains de 2015 à Brazzaville
  -  Médaille d'or au total en moins de 69 kg.

### Championnats arabes d'haltérophilie
- Championnats arabes d'haltérophilie 2015 à Charm el-Cheikh
  -  Médaille d'or en moins de 69 kg.

### Jeux méditerranéens
- Jeux méditerranéens de 2018 à Tarragone
  -  Médaille d'or à l'arraché en moins de 69 kg.
  -  Médaille d'or à l'épaulé-jeté en moins de 69 kg.

- Jeux méditerranéens de 2013 à Mersin
  -  Médaille d'or à l'épaulé-jeté en moins de 63 kg.
  -  Médaille de bronze à l'arraché en moins de 63 kg.